# 桑图尔德霍
桑图尔德霍，是西班牙拉里奥哈自治区的一个市镇。总面积18平方公里，总人口178人（2001年），人口密度10人/平方公里。